# Звездчатка топяная
Звездчатка топяная, или Звездочка топяная, или Звездчатка мокричная (лат. Stellaria uliginosa) — вид многолетних травянистых растений рода Звездчатка (Stellaria) семейства Гвоздичные (Caryophyllaceae).

## Ботаническое описание
Многолетние травянистые растения, образующие небольшие дерновинки или коврики. Корневище тонкое, ползучее, ветвистое. Стебли лежачие или приподнимающиеся, четырехгранные, ветвистые, 10-30(45) см длиной.
Листья удлиненно- или широколанцетные, ланцетно-яйцевидные, 5-15(20) мм длиной, сидячие, опушенные при основании немногочисленными реснитчатыми волосками, плоские или волнисто-курчавые по краю.
Цветки собраны в пазушные полузонтики. Прицветники голые пленчатые. Цветоносы длинные. Чашелистики ланцетовидные, около 3 мм длиной и до 1 мм шириной, с тремя четкими жилками. Лепестки на треть короче чашелистиков, глубоко двураздельные, доли линейные.
Плод — яйцевидная коробочка, равная по длине чашечке.
Хромосомное число 2n = 24.

## Распространение и экология
Преимущественно европейский вид. Природный ареал охватывает Средиземноморье, Среднюю и Атлантическую Европу, Скандинавию, Балканы, также Северную Америку, Малую Азию. В России произрастает в Европейской части, арктических регионах и Западной Сибири. Вид включен в ботанический атлас растений Ленинградской области.
Растения предпочитают сырые тенистые места, встречаются по болотам, берегам рек, родников, других водоемов, в лесных оврагах, болотистых лугах.

## Классификация

### Таксономия
Stellaria uliginosa Murray, 1770, Prod. Stirp. Gott. : 55
Вид Звездчатка топяная относится к роду Звездчатка (Stellaria) семейства Гвоздичные (Caryophyllaceae) порядка Гвоздичноцветные (Caryophyllales). Кладограмма в соответствии с Системой APG IV по состоянию на декабрь 2023 года:
|  |                                      |  |                                   |                                   |                      |  | ещё 40 семейств | ещё 40 семейств |                    |  |                        |  | еще 121 подтвержденный вид и 262 вида, ожидающих подтверждения | еще 121 подтвержденный вид и 262 вида, ожидающих подтверждения |  |
|  |                                      |  |                                   |                                   |                      |  | ещё 40 семейств | ещё 40 семейств |                    |  |                        |  | еще 121 подтвержденный вид и 262 вида, ожидающих подтверждения | еще 121 подтвержденный вид и 262 вида, ожидающих подтверждения |  |
|  |                                      |  |                                   | порядок Гвоздичноцветные          |                      |  |                 |                 | род Звездчатка     |  |                        |  |                                                                |                                                                |  |
|  |                                      |  |                                   | порядок Гвоздичноцветные          |                      |  |                 |                 | род Звездчатка     |  | 1 внутривидовой таксон |  |                                                                |                                                                |  |
|  | отдел Цветковые, или Покрытосеменные |  |                                   |                                   | семейство Гвоздичные |  |                 |                 | Звездчатка топяная |  |                        |  |                                                                |                                                                |  |
|  | отдел Цветковые, или Покрытосеменные |  |                                   |                                   |                      |  |                 |                 |                    |  |                        |  |                                                                |                                                                |  |
|  |                                      |  | ещё 63 порядка цветковых растений | ещё 63 порядка цветковых растений |                      |  |                 | еще 97 родов    | еще 97 родов       |  |                        |  |                                                                |                                                                |  |
|  |                                      |  |                                   | ещё 63 порядка цветковых растений |                      |  |                 |                 | еще 97 родов       |  |                        |  |                                                                |                                                                |  |

### Синонимы
- Alsine uliginosa E.H.L.Krause
- Alsine uliginosa (Murray) Britton
- Arenaria alsinoides Raddi
- Arenaria raddiana Ser.
- Stellaria alsine Grimm
- Stellaria dilleniana Leers